# قطف (عروض)
القطف عند أهل العروض هو علة مؤداها حذف السبب الخفيف (الحذف) وإسكان الخامس المتحرك (العصب) فتتحول مفاعلتن إلى مُفاعَل وتنقل إلى فعولن.